# 柴田徹 (サッカー選手)
柴田 徹（しばた とおる、2001年2月18日 - ）は、福島県須賀川市出身のプロサッカー選手。Jリーグ・福島ユナイテッドFC所属。ポジションはディフェンダー。

## 来歴
福島県出身ながら高校時代は湘南ベルマーレのユースでプレー。トップチームへの昇格を目指すも叶わず、早稲田大学に進学する。4年次の2022年11月に湘南ベルマーレへの加入が内定した。2023年より湘南ベルマーレに入団。
湘南ユースでは主将を務めたもののプロ契約が叶わず、「絶対にこのクラブには戻らない」と決意したが、4年時の4月に前十靱帯断裂の大怪我を負った中でもオファーを出してくれたこともあり、湘南への入団を決意した。
2023年6月22日、地元の福島県に本拠地を置くJ3リーグの福島ユナイテッドFCへ翌年1月末までの育成型期限付き移籍で加入。
2023年12月29日、期限付き移籍期間の1年延長が発表された。
2024年8月10日、練習試合において左膝前十字靱帯損傷、外側半月板損傷で全治6〜8ヶ月の重傷を負い、2024年シーズンの残り試合を全て欠場することとなった。12月26日、期限付き移籍期間がさらに1年延長された。
2025年3月9日、ベガルタ仙台との練習試合で211日ぶりに実戦復帰し、4月6日のJ3リーグ第8節、アウェーの栃木シティFC戦にて後半アディショナルタイムに交代出場し、公式戦復帰を果たした。5月11日、とうほう・みんなのスタジアムで開催された福島県サッカー選手権大会（第105回天皇杯福島県代表決定戦）決勝の東日本国際大学戦で343日ぶりにホームゲーム出場を果たした。

## 所属クラブ
- 2011年 - 2012年 ビアンコーネ福島U-12（須賀川市立第一小学校）
- 2013年 - 2015年 ビアンコーネ福島U-15（須賀川市立第一中学校 ）
- 2016年 - 2018年 湘南ベルマーレU-18（平塚学園高等学校）
- 2019年 - 2022年 早稲田大学
- 2023年 -  湘南ベルマーレ
  - 2023年6月 - 2024年1月 福島ユナイテッドFC（育成型期限付き移籍）
  - 2024年2月 - 福島ユナイテッドFC（期限付き移籍）

## 個人成績
| 国内大会個人成績 | 国内大会個人成績 | 国内大会個人成績 | 国内大会個人成績 | 国内大会個人成績 | 国内大会個人成績 | 国内大会個人成績 | 国内大会個人成績 | 国内大会個人成績 | 国内大会個人成績 | 国内大会個人成績 | 国内大会個人成績 |
| 年度             | クラブ           | 背番号           | リーグ           | リーグ戦         | リーグ戦         | リーグ杯         | リーグ杯         | オープン杯       | オープン杯       | 期間通算         | 期間通算         |
| 年度             | クラブ           | 背番号           | リーグ           | 出場             | 得点             | 出場             | 得点             | 出場             | 得点             | 出場             | 得点             |
| 日本             | 日本             | 日本             | 日本             | リーグ戦         | リーグ戦         | リーグ杯         | リーグ杯         | 天皇杯           | 天皇杯           | 期間通算         | 期間通算         |
| ---------------- | ---------------- | ---------------- | ---------------- | ---------------- | ---------------- | ---------------- | ---------------- | ---------------- | ---------------- | ---------------- | ---------------- |
| 2023             | 湘南             | 35               | J1               | 0                | 0                | 0                | 0                | 1                | 0                | 1                | 0                |
| 2023             | 福島             | 55               | J3               | 23               | 2                | -                | -                | -                | -                | 23               | 2                |
| 2024             | 福島             | 55               | J3               | 10               | 0                | 0                | 0                | 2                | 0                | 12               | 0                |
| 2025             | 福島             | 55               | J3               |                  |                  |                  |                  |                  |                  |                  |                  |
| 通算             | 日本             | 日本             | J1               | 0                | 0                | 0                | 0                | 1                | 0                | 1                | 0                |
| 通算             | 日本             | 日本             | J3               | 33               | 2                | 0                | 0                | 2                | 0                | 35               | 2                |
| 総通算           | 総通算           | 総通算           | 総通算           | 33               | 2                | 0                | 0                | 3                | 0                | 36               | 2                |

出場歴
- Jリーグ初出場：2023年7月1日 J3第16節 奈良クラブ戦（とうほう・みんなのスタジアム）
- Jリーグ初得点：2023年8月26日 J3第24節 テゲバジャーロ宮崎戦（ユニリーバスタジアム新富）